# Елагин, Сергей Иванович (Герой Советского Союза)
Сергей Иванович Елагин (1903—1949) — младший сержант Рабоче-крестьянской Красной Армии, участник Великой Отечественной войны, Герой Советского Союза (1945).

## Биография
Сергей Елагин родился в 1903 году в селе Орловка (ныне — Ясиноватский район Донецкой области Украины). Получил неполное среднее образование. В 1941 году Елагин был призван на службу в Рабоче-крестьянскую Красную Армию. С июля того же года — на фронтах Великой Отечественной войны. К апрелю 1944 года младший сержант Сергей Елагин командовал отделением 1376-го стрелкового полка 417-й стрелковой дивизии 51-й армии 4-го Украинского фронта. Отличился во время штурма Севастополя.
Ночью 26 апреля 1944 года Елагин в составе подразделения скрытно пробрался сквозь минные и проволочные заграждения, сделав в них проход, а затем разведал местонахождение огневых точек противника. Произведя разведку, Елагин гранатами лично уничтожил три пулемётных расчёта и два расчёта противотанковых ружей. В том же бою Елагин вынес с поля боя получившего ранение бойца.
Указом Президиума Верховного Совета СССР от 24 марта 1945 года за «образцовое выполнение боевых заданий командования на фронте борьбы с немецкими захватчиками и проявленные при этом мужество и героизм» младший сержант Сергей Елагин был удостоен высокого звания Героя Советского Союза с вручением ордена Ленина и медали «Золотая Звезда» за номером 7454.
После окончания войны Елагин был демобилизован. Проживал и работал в городе Авдеевка Донецкой области, умер 2 мая 1949 года.
Был также награждён рядом медалей.

## Память
В честь Елагина названа улица в Авдеевке.
В честь Елагина названа улица в Чебаркуле.

Момент взятия сержантом Елагиным в плен гитлеровца запечатлён на Севастопольской диораме.